# Gulomjon Abdullaev
Gulomjon Abdullaev (Tashkent, 11 de novembro de 1998) é um lutador de estilo-livre uzbeque.

## Carreira
Medalhista de bronze no Campeonato Mundial Júnior de 2016, Abdullaev se qualificou para representar o Uzbequistão nas Olimpíadas de Verão de 2020 após vencer o Torneio de Qualificação Olímpica Asiática de 2021.
Em 2022, ele ganhou a medalha de prata em seu evento no Torneio Yasar Dogu realizado em Istambul, Turquia. Ele ganhou a medalha de ouro em seu evento nos Jogos da Solidariedade Islâmica de 2021 realizados em Konya, Turquia. Ele competiu no evento de 57 kg no Campeonato Mundial de Luta Livre de 2022 realizado em Belgrado, Sérvia.
Ele também foi um lutador universitário no Menlo College na Califórnia, EUA, onde foi campeão nacional vencendo por 7–3 na luta do campeonato nacional da NAIA.
Ele competiu no Torneio de Qualificação Olímpica de Luta Livre Asiática de 2024 em Bishkek, Quirguistão, e conquistou uma vaga para o Uzbequistão nas Olimpíadas de Verão de 2024 em Paris, França. Ele ganhou uma das medalhas de bronze no evento estilo livre masculino de 57 kg nas Olimpíadas.